# Adnan Zahirović

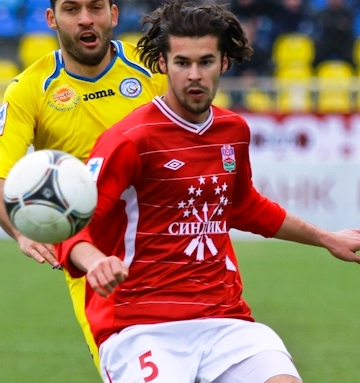
Foto uit 2012

Adnan Zahirović (23 maart 1990) is een Bosnische voetballer die voor VfL Bochum speelt als middenvelder.

## Clubcarrière
Zahirović speelde eerder bij NK Čelik Zenica, Spartak Naltsjik en op huurbasis voor Dinamo Minsk.

## Interlandcarrière
Zahirović maakte zijn internationale debuut in 2010. Hij maakte (als invaller) deel uit van de ploeg die zich op dinsdag 15 oktober 2013 plaatste voor het WK voetbal 2014 in Brazilië. Bosnië won die dag in het afsluitende WK-kwalificatiewedstrijd met 1-0 van gastland Litouwen in Kaunas, waardoor de selectie van bondscoach Safet Sušić zich voor het eerst in de geschiedenis kwalificeerde voor een WK-eindronde. De enige treffer in die wedstrijd kwam in de 68ste minuut op naam van aanvaller Vedad Ibišević van VfB Stuttgart.